# Sikeå hamn och Brännstan

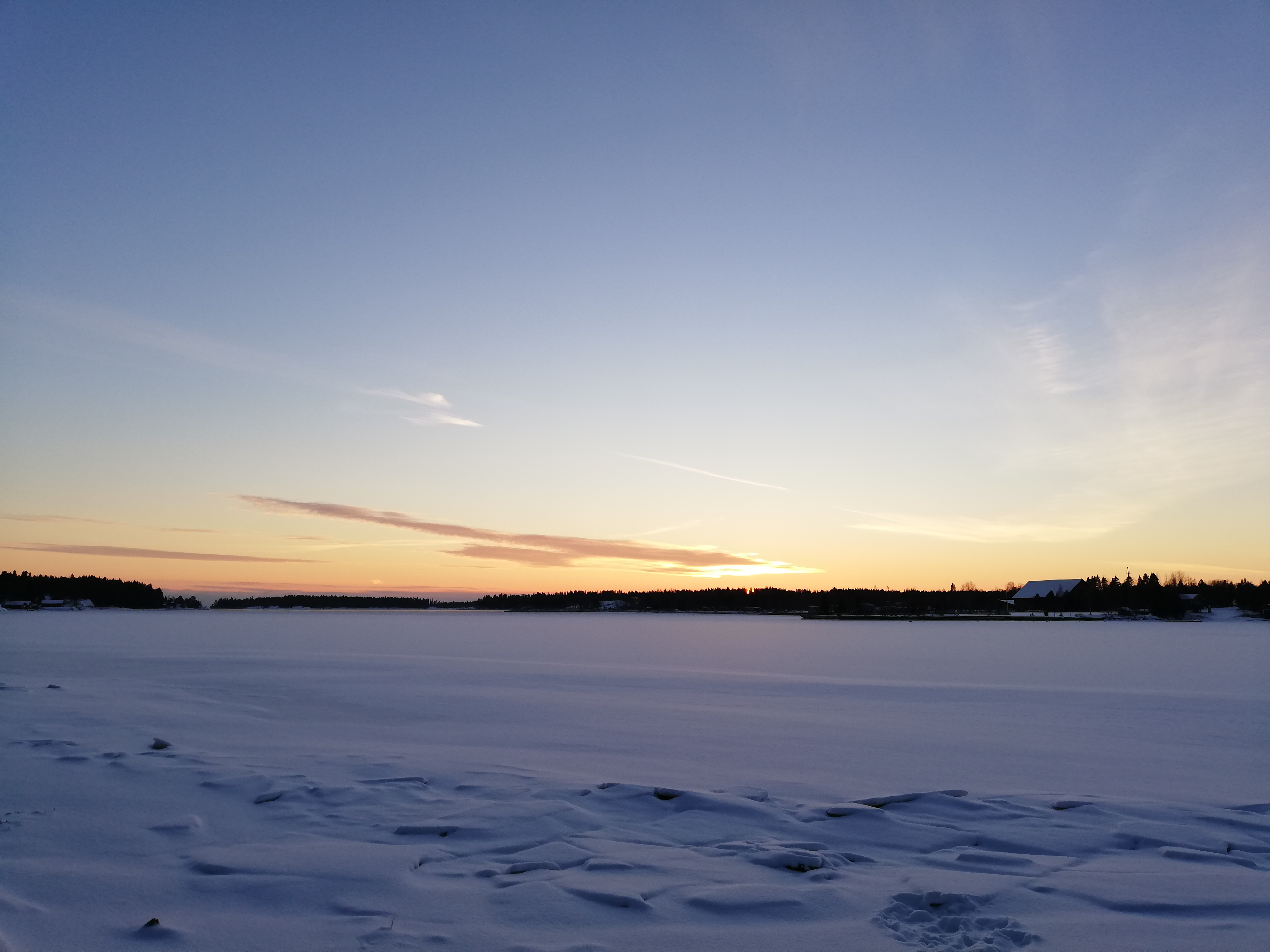
Vy över Sikeåfjärden från Östersia med Stora magasinet i Sikeå hamn till höger.

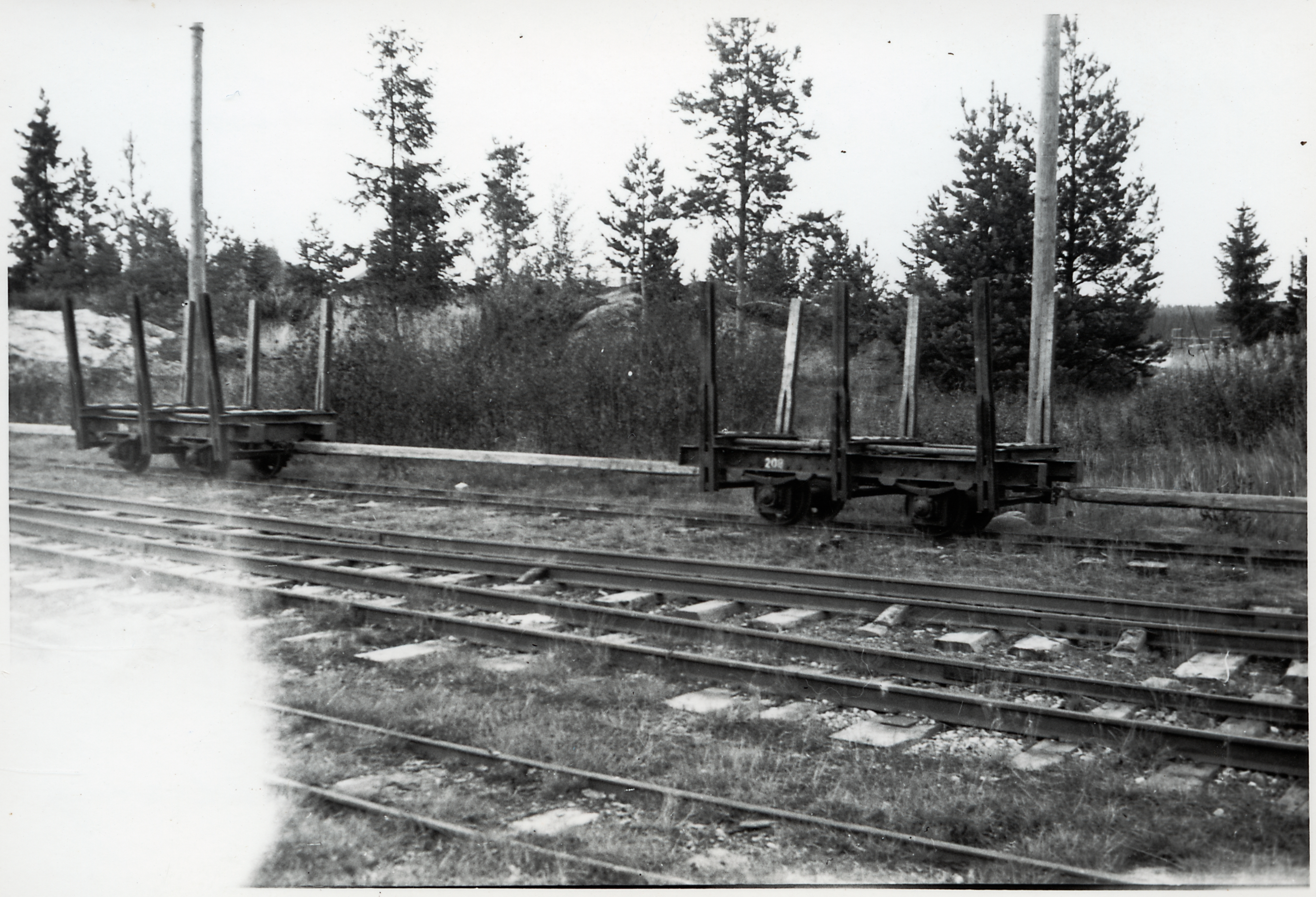
Industrispår vid Sikeå hamn

Sikeå hamn och Brännstan är en av SCB avgränsad och namnsatt småort i Robertsfors kommun. Den omfattar bebyggelse i Sikeå hamn och Brännstan i Bygdeå socken, belägna cirka två kilometer öster om Sikeå och E4:an i Västerbotten, Sverige. 
Sikeåhamn har anor som timmerhamn och varv, med järnväg från hamnen till bruket i Robertsfors. Rälsen är idag till största delen borttagen. I hamnen finns idag camping och Andra varvet, en second-handbutik som sommartid säljer begagnade möbler och saker som folk lämnar in. Vid avtagsvägen mot Ön och Kungsön ligger en stor skola i trä som byggdes under Sikeåhamns storhetstid. Den står idag tom. 